# Blin (skała)
Blin – skała  na  wzgórzu Biakło na Wyżynie Częstochowskiej, w miejscowości Olsztyn w województwie śląskim, w powiecie częstochowskim. Znajduje się we wschodniej części tego wzgórza otoczonego odkrytymi, trawiastymi terenami.
Jest to samotna, zbudowana z wapieni turnia o wysokości kilku metrów. Ma  połogie, pionowe lub przewieszone ściany z filarem.

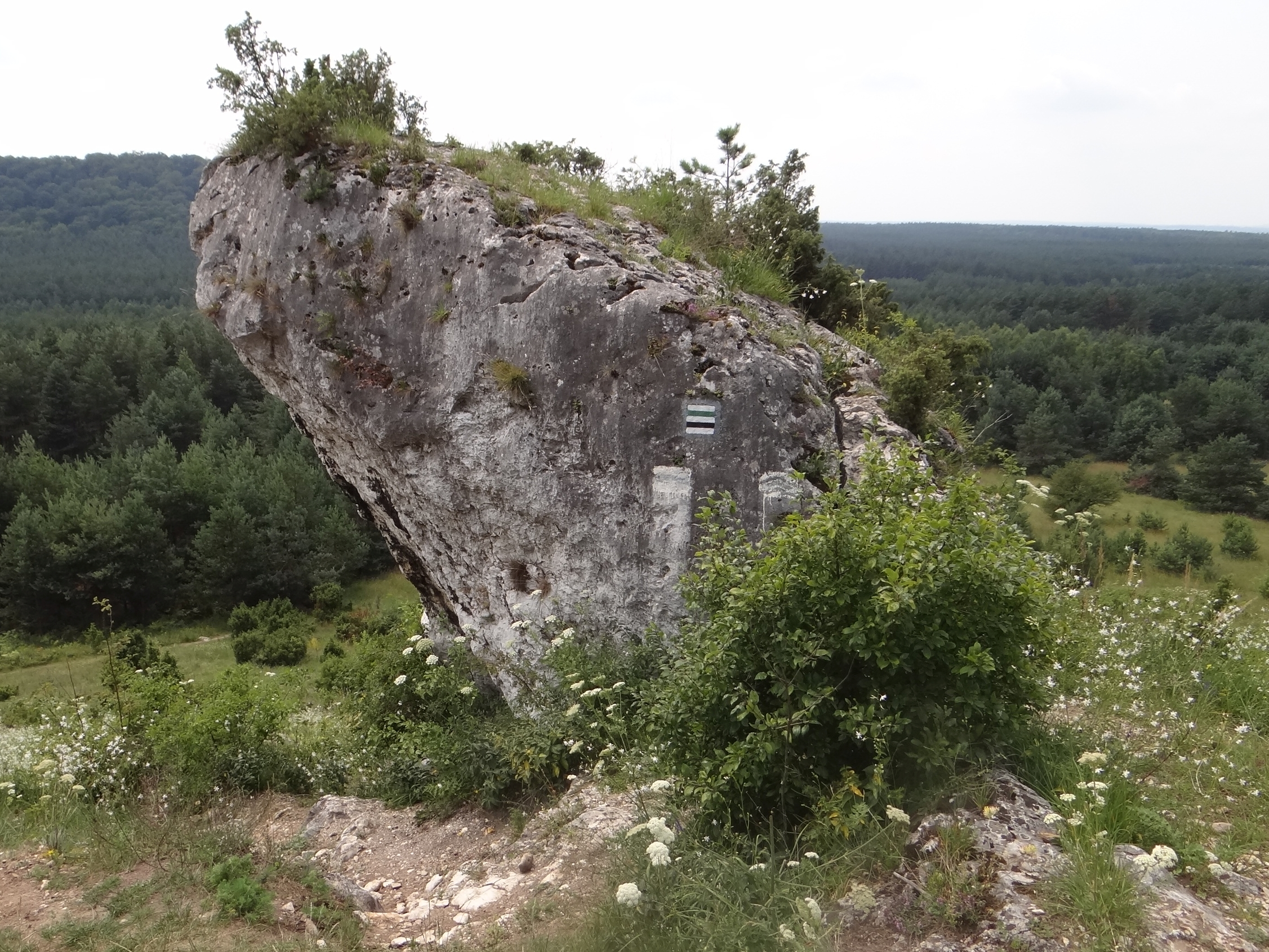
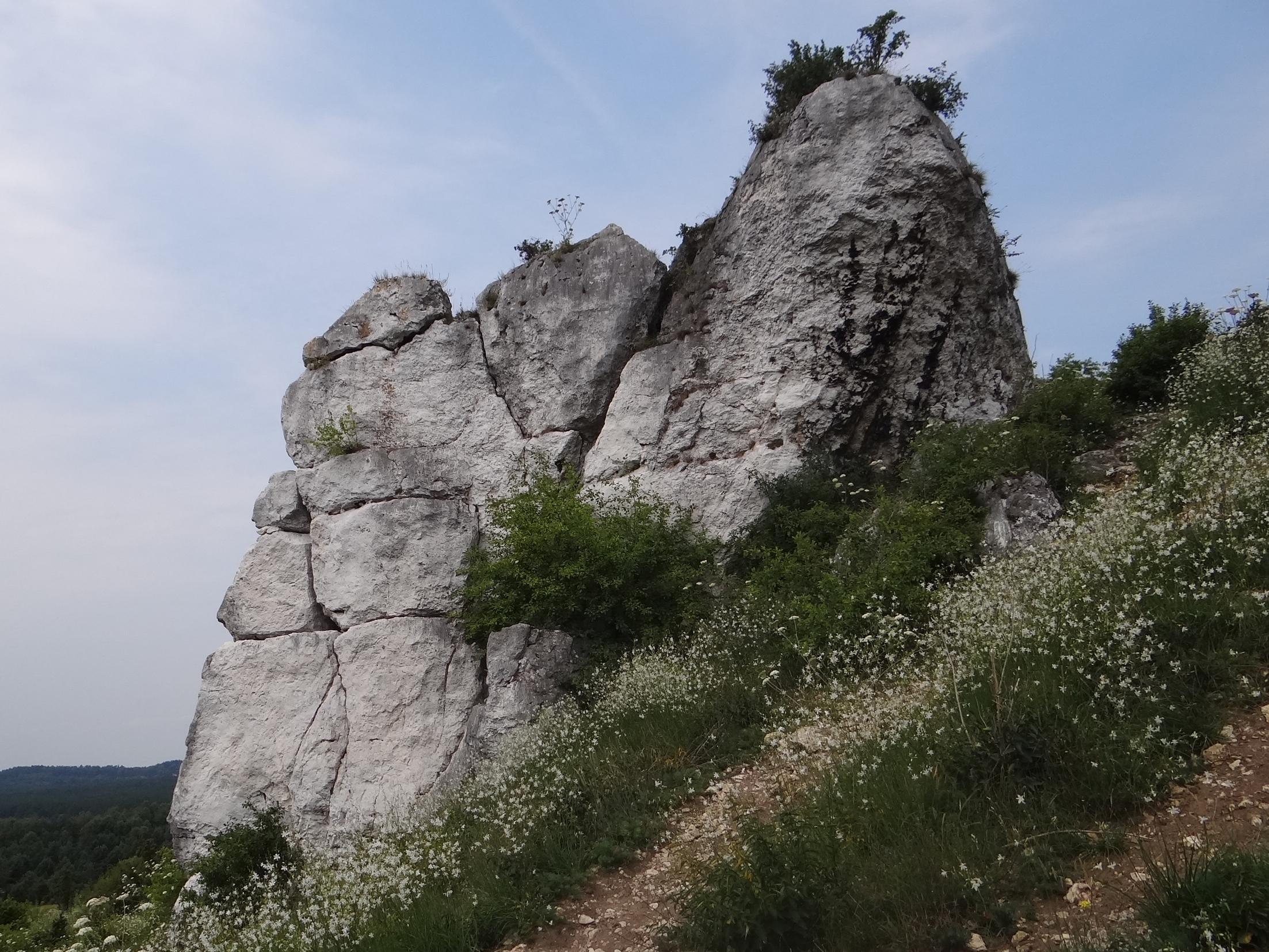
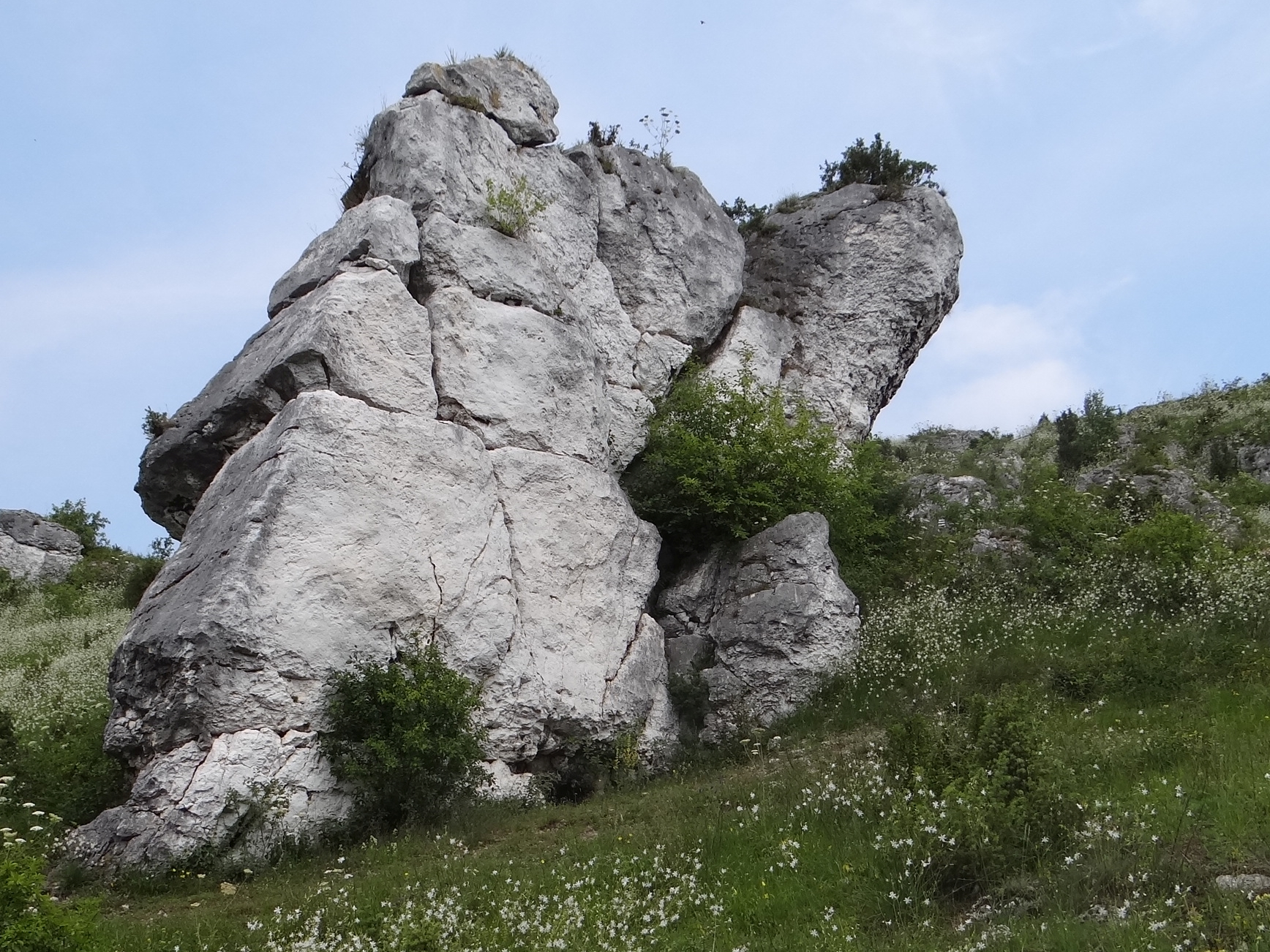
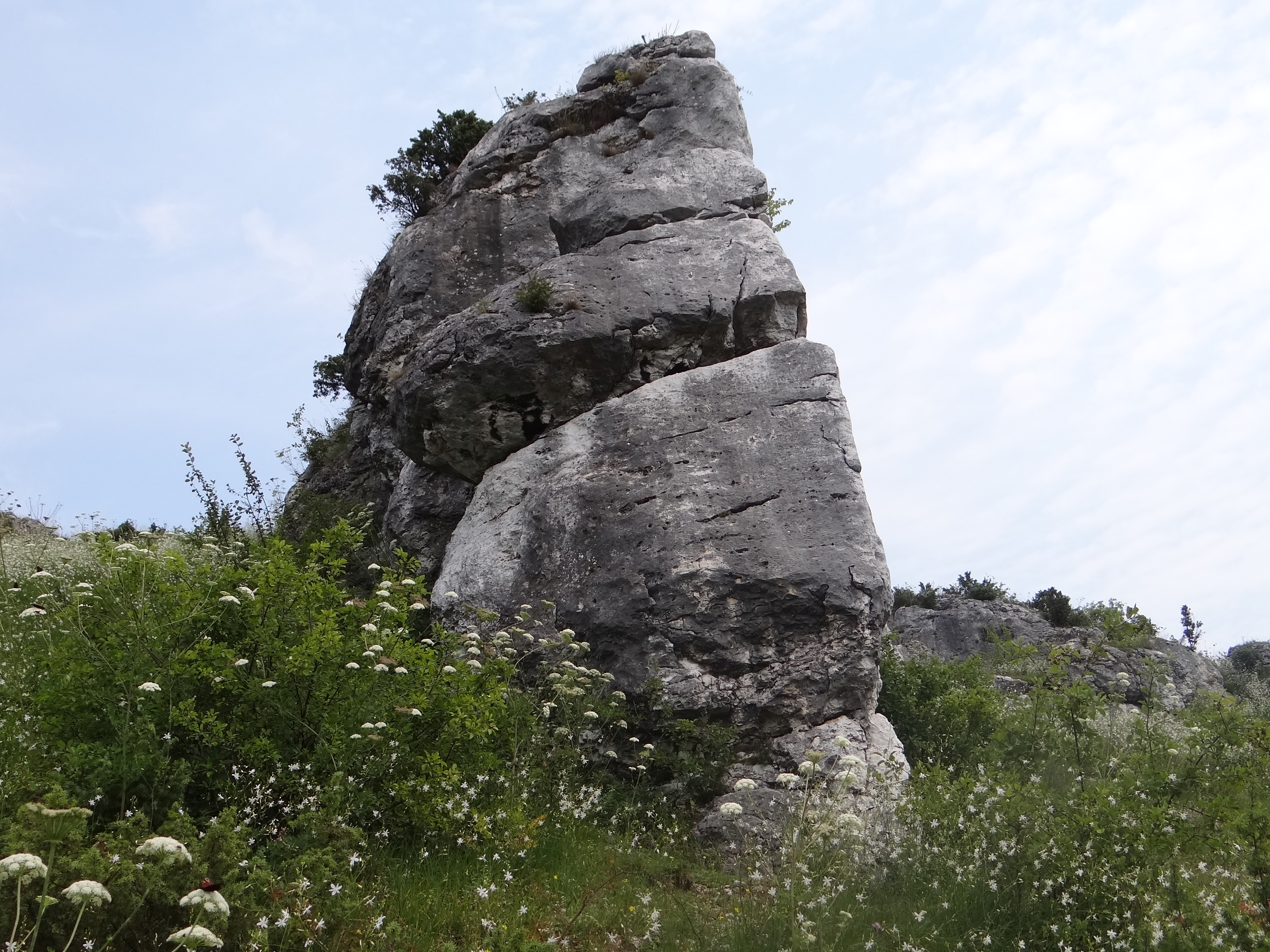

## Drogi wspinaczkowe
Wspinacze poprowadzili na Blinie 5 dróg wspinaczkowych o trudności od IV do VI+ w skali Kurtyki i północnej lub wschodniej wystawie. Trzy z nich mają zamontowane stałe punkty asekuracyjne: ringi (r) i stanowiska zjazdowe (st).
1. Filar Blina; V+, 5r +st, 8 m
2. Rysa między blokami; V, 8 m
3. Płyta między rysami; VI.2,
4. Rysa w Blinie; IV, 6r + st, 15 m
5. Wariant do rysy w Blinie; IV+, 5r + st, 13 m[1].

## Szlaki turystyczne
Obok skały Blin  prowadzą dwa szlaki turystyczne.
 szlak św. Idziego: Olsztyn – Biakło – rezerwat przyrody Sokole Góry – Zrębice
 Olsztyn – Biakło – rezerwat przyrody Sokole Góry – Knieja – Zrębice